# ایکویل
ایکویل (به اسپانیایی: Aiquile) یک منطقهٔ مسکونی در بولیوی است که در Cochabamba Department واقع شده‌است.

## خصوصیات
ایکویل ۷٬۳۸۱ نفر جمعیت دارد.